# Риба-де-Аве
Риба-де-Аве (порт. Riba de Ave)  —  населённый пункт и район в Португалии,  входит в округ Брага. Является составной частью муниципалитета  Вила-Нова-де-Фамаликан. Находится в составе крупной городской агломерации Большое Минью. По старому административному делению входил в провинцию Минью. Входит в экономико-статистический  субрегион Аве, который входит в Северный регион. Население составляет 3396 человек на 2001 год. Занимает площадь 2,83 км².
Покровителем района считается Апостол Пётр (порт. São Pedro).